# Antonio Ramos Espejo
Antonio Ramos Espejo (Alhama de Granada, Província de Granada, 1875 - Madrid, 1944) va ser un empresari espanyol, pioner del cinema comercial a Espanya i Àsia.
Conegut col·loquialment com «el chino» (el xinès), va néixer en una família acomodada que va perdre part de les seves possessions en el terratrèmol de 1884. El 1896 es va allistar en l'exèrcit i va ser enviat a les Filipines, llavors colònia espanyola. Ja el 1895 havia comprat una càmera de cinema dels Lumière a França, que va traslladar a les Filipines, on va gravar diverses produccions amb escenes de carrer, amb l'ajuda dels missioners agustins amb títols Fiesta en Quiapo i Panorama de Manila.
El 1903, va viatjar a Shanghai amb l'ajuda del prior agustí Gaudencio Castrillo i en la ciutat xinesa va projectar diverses pel·lícules en una teteria i, posteriorment al Pavelló del Lotus Verd. Cinc anys després va fundar el cinema Hongkew (Hongkou), considerat el primer cinema comercial de la Xina continental dedicat exclusivament a la projecció de pel·lícules i amb un aforament per a 250 persones. El 1909, va obrir el cinema Victòria a la mateixa ciutat i, el 1914, l'Olympic, que projectava pel·lícules nord-americanes.Alguns dels seus cinemes van ser construïts per l'arquitecte Abelardo Lafuente García-Rojo, qui també dissenyà una residència per a Ramos en l'estil neo-mossàrab que Lafuente popularitzà a Shanghai. A les seves sales es van estrenar El noi, de Charles Chaplin, que li va comportar una denúncia per contraban per tractar fer servir una còpia il·legal o Purity, censurada pels seus nus. També va rodar les seves pròpies pel·lícules de cinema mut amb subtítols en xinès, sota el nom The Ramos Amusement Company.
Va abandonar la Xina a finals de 1927 i es va establir a Madrid, on va fundar el Cine Rialto, a la Gran Via, el 1930. Va morir a Madrid el 1944.